# Arben Minga
Arben Minga   (Tirana, 16 de març de 1959 - Windsor, 31 de gener de 2007) fou un futbolista albanès de la dècada de 1980.
Fou 28 cops internacional amb la selecció albanesa.
Pel que fa a clubs, defensà els colors de 17 Nëntori Tirana.